# Geelkapbreedbektiran
De geelkapbreedbektiran (Platyrinchus coronatus) is een zangvogel uit de familie Tyrannidae (tirannen).

## Verspreiding en leefgebied
Deze soort telt drie ondersoorten:
- P. c. superciliaris: van Honduras tot westelijk Ecuador.
- P. c. gumia: zuidoostelijk Venezuela, de Guyana's en noordoostelijk Brazilië.
- P. c. coronatus: het westelijk Amazonebekken.

## Status
De grootte van de populatie is niet gekwantificeerd maar de soort wordt omschreven als vrij algemeen. Op de Rode lijst van de IUCN heeft deze soort de status niet bedreigd.